# Хубиев, Магомет Ахияевич
Магомет Ахияевич Хубиев (карач.-балк. Хубийланы Ахияны джашы Магомет; 1929―1987) ― карачаевский поэт, писатель-сатирик, кандидат филологических наук, фольклорист, певец.

## Биография
Родился 15 апреля 1929 года в Верхней Теберде (карач.-балк. Огъары Теберди). В первый класс пошел в Теберде, в средней школе учился в Киргизии, в Романовке. Высшее образование получил в Кабардино-Балкарском государственном университете.
В 1957―1959 годах был корреспондентом районной газеты «По ленинскому пути». С 1960 по 1997 год работал доцентом кафедры русской и зарубежной литературы Карачаево-Черкесского государственного педагогического института. Магомет рассказывал в интервью, что в 1979 году собрал 1200 песен. Умел мастерски петь более ста песен.